# Catherine Muller
Pour les articles homonymes, voir Muller.
Catherine Muller est une sportive française pratiquant l'aviron née le 1er juillet 1969 à Saint-Étienne-au-Mont.

## Biographie
Elle est championne du monde en skiff poids léger en 1995 et championne de France de skiff en 1997 et 1998 (en sprint) et en skiff poids léger en 1996.
Elle participe aussi aux Jeux olympiques d'été de 1996, terminant dixième en deux de couple poids léger avec Myriam Lamolle.